# Youssef Boutros Hobaish
Youssef Hobaish (in arabo: يوسف الثامن بطرس حبيش; Sahel Aalma, 23 aprile 1787 – Dimane, 23 maggio 1845) è stato arcieparca di Tripoli e patriarca della Chiesa maronita con il nome di Youssef VIII Boutros (in italiano: Giuseppe VIII Pietro).

## Biografia
Youssef Hobaish nacque nel villaggio di Sahel Aalma, nei pressi di Jounieh, nel distretto di Kisrawan in Libano. Studiò nel seminario maronita di Ain Warqa e venne ordinato prete il 26 giugno 1814; il 30 gennaio 1820 fu consacrato arcieparca di Tripoli.
Il patriarca Youhanna Boutros Helou morì il 12 maggio 1823. Il sinodo patriarcale, riunito nel monastero Santa Maria di Qannubin, elesse il 25 maggio come nuovo patriarca Youssef Hobaish, che assunse il nome di Youssef Boutros. Il 29 maggio si svolse la cerimonia di intronizzazione. Benché Propaganda Fide non ritenesse canonicamente valida l'elezione di Hobaish (aveva meno di quarant'anni e non aveva raggiunto i due terzi dei voti richiesti), papa Leone XII confermò la sua elezione nel concistoro del 3 maggio 1824.
Una delle prime preoccupazioni del nuovo patriarca fu la cura e la formazione del clero. Il collegio maronita di Roma non esisteva più dopo il 1808, ma i suoi tentativi per riorganizzarlo non ebbero successo. Tuttavia i papi Pio VIII e Gregorio XVI furono disposti ad accogliere gli studenti maroniti nel Pontificio Collegio Urbano. Riorganizzò il seminario libanese di Ain Warqa ed eresse due nuovi seminari: quello di Mar 'Abda Harharaia nel 1830 e dei Santi Sarsik e Bakhos (Sergio e Bacco) nel 1832. Inoltre nel 1840 fondò una congregazione religiosa, chiamata Società dei missionari evangelici, la quale però non ebbe lunga vita.
Un altro punto sul quale indirizzò la sua attività patriarcale fu la messa in opera delle decisioni del sinodo maronita del 1736, che ancora esigevano una loro attuazione. Istituì e rafforzò l'organizzazione e la suddivisione parrocchiale delle eparchie. Si adoperò per definire le residenze episcopali per ogni vescovo ed arcivescovo del patriarcato. Lui stesso trasferì la sede patriarcale lasciando il monastero di Qannubin, dove i suoi predecessori avevano risieduto quasi ininterrottamente dal 1440, ed istituendo il sistema della doppia residenza, quella invernale a Bkerké e quella estiva a Dimane. Infine attuò una delle decisioni più controverse del sinodo del 1736 (ribadite dal sinodo del 1818), ossia la definitiva separazione nei monasteri fra religiosi e religiose.
Tuttavia, in disaccordo con le indicazioni del 1736, fece approvare da Roma un nuovo rituale liturgico tendente a latinizzare alcune peculiarità proprie della liturgia e della tradizione maronita.
Gli anni del suo patriarcato furono anni turbolenti per il Libano, che subì l'invasione e l'occupazione egiziana dal 1831 al 1840, e che perciò divenne l'arena di conflitti internazionali che coinvolsero la Francia, la Gran Bretagna, l'Impero ottomano, l'Austria, la Prussia ed altre Nazioni. L'introduzione del doppio Qaim-maqamat, ossia la suddivisione del Libano in due distretti, uno druso ed uno maronita, non fece che inasprire i rapporti tra le due parti, in particolare negli anni 1841-1845. Youssef Hobaish intervenne più volte per riportare la pace fra le due anime del Libano, ed il suo impegno gli valse un particolare elogio da parte di papa Gregorio XVI.
Il patriarca morì il 23 maggio 1845 nella residenza di Dimane e fu sepolto nella chiesa del monastero di Qannubin.

## Genealogia episcopale e successione apostolica
La genealogia episcopale è:
- Patriarca Youhanna Bawab
- Patriarca Jirjis Rizqallah
- Patriarca Stefano Douayhy
- Patriarca Yaaqoub Boutros Awwad
- Patriarca Semaan Boutros Awwad
- Patriarca Youssef Boutros Estephan
- Patriarca Youhanna Boutros Helou
- Patriarca Youssef Boutros Hobaish

La successione apostolica è:
- Vescovo Paul Aroutin (1829)
- Patriarca Youssef El Khazen (1830)
- Arcivescovo Tobia Aun (1841)
- Patriarca Boulos Boutros Massaad (1841)
- Arcivescovo Giuseppe Giagia (1843)